# Маркевич, Александр Прокофьевич
Алекса́ндр Проко́фьевич Марке́вич (6 (19) марта 1905, с. Плоское, Таращанский уезд, Киевская губерния, Российская империя — 23 апреля 1999, г. Киев, Украина) — советский и украинский зоолог.

## Биография
Родился в селе Плоское Таращанского уезда Киевской губернии (ныне Таращанского района Киевской области]. Отец — Прокофий Матвеевич Маркевич, псаломщик сельской церкви, мать — Мария Иеремеевна Бордашевская из обедневшей шляхты. В 1906 г. семья А. П. Маркевича переехала в с. Насташки.
C 1912 г. по 1915 г. Александр Маркевич посещал церковно-приходскую школу. В 1915 г. он поступил в 1-й класс Киево-Софиевского духовного училища. В конце августа 1918 г. А. Маркевич, в связи с революционными беспорядками в Киеве и области, не смог продолжить обучение в Киево-Софиевском духовном училище. И только в конце лета 1920 г. А. П. Маркевич поступил в последний класс I Белоцерковской трудовой школы. Весной 1922 г., следуя совету преподавателя-зоолога школы Ф. Д. Великохатько, А. Маркевич начал изучение рыб р. Рось. Выступал с докладами о своих исследованиях на заседаниях зоологического кружка. Его дипломная работа — «Рыбы р. Рось». Научные исследования А. П. Маркевича легли в основу брошюры Ф. Д. Великохатько «Рыбы Белоцерковщины».
После окончания техникума, Александра Маркевича направили на работу в с. Ставище Белоцерковского округа. Он преподавал естественные дисциплины в школе с. Ставище и немецкий язык в районной трудовой школе с. Роскошное, а также биологию в Ставищенской агропрофшколе. Летом 1926 г. А. Маркевич получил направление от Белоцерковского нарпросвета в Киев на Всеукраинские высшие инструкторские курсы для подготовки методистов-биологов. Курсы были организованы на базе Политехнического ин-та.
В 1926 г. успешно сдал экзамены в Университет им. Т. Шевченко, в то время Киевский институт народного образования. Был принят на I курс биологического отделения профпросвещения. Одновременно с учёбой, А. П. Маркевич работал на Днепровской биостанции Академии наук. Принимал участие в экспедициях биостанции, которыми руководил Д. Е. Белинг. В 1930 г. с отличием окончил Университет. Рекомендован Ученым советом в аспирантуру на кафедру, возглавляемую профессором-дарвинистом И. И. Шмальгаузеном. Но, из-за отсутствия места, по рекомендации И. Шмальгаузена был принят в аспирантуру первой в стране лаборатории паразитологии и болезней рыб Ихтиологического ин-та (Всесоюзный научный ин-тут озерного и речного рыбного хозяйства) в Ленинграде. Руководил лабораторией известный учёный профессор В. А. Догель. А. П. Маркевичу была утверждена аспирантская тема — «Паразиты и болезни рыб в Немировском хозяйстве». В конце 1931 г. он защитил кандидатскую диссертацию. А. П. Маркевич был назначен на должность ст. научного сотрудника лаборатории ихтиопаразитологии. С 1931 по 1935 гг. читал курс «Болезни рыб» в Ленинградском рыбопромышленном техникуме. С 1933 г. занимал должность доцента кафедры биологии Ленинградского химико-технологического ин-та инженеров общественного питания. В январе 1934 г. А. П. Маркевичу присвоено звание профессора. Весной 1935 г. он был приглашен своим учителем акад. И. И. Шмальгаузеном в Киев. А. П. Маркевич возглавил Секцию морфологии беспозвоночных животных (Ин-тут зоологии и биологии ВУАН). Тогда же стал выполнять обязанности заведующего кафедрой зоологии беспозвоночных Киевского ун-та (1935—1941 гг.). Летом 1936 г. участвовал в экспедиции на Баренцево море. В 1939 г. защитил докторскую диссертацию — «Паразитические веслоногие СССР и сопредельных стран». А. П. Маркевич принимал участие в создании первых на Украине групп паразитологов на базе Киевского ун-та и Ин-та зоологии АН УССР. Он занял должность профессора кафедры зоологии Киевского ун-та и, одновременно, руководил отделом паразитологии Института зоологии АН УССР, ст. научный сотрудник НИИ биологии при КГУ, член Ученых советов Университета им. Т. Шевченко, Института зоологии, Карадагской биологической станции, биологического ф-та КГУ, член комиссии по паразитологическим проблемам при АН СССР, ответств. редактор научных изданий биофака КГУ, депутат Сталинского райсовета г. Киева. С началом Великой Отечественной войны А. П. Маркевич находился в эвакуации, сначала в Саратове, а затем в Уфе (Башкирская АССР). В Уфе А. П. Маркевич продолжил исследования паразитов и паразитозов сельскохозяйственных животных. 9 мая 1943 г. Совнарком СССР принял постановление о переезде АН УССР в Москву. В октябре 1943 г. профессор А. П. Маркевич вместе с другими сотрудниками АН УССР приехал в столицу. Александр Прокофьевич Маркевич приступил к работе в Институте гельминтологии, директором которого был академик К. И. Скрябин. В конце марта 1944 г. сотрудники Академии наук возвратились в Киев. А. П. Маркевич занялся возобновлением деятельности отдела паразитологии, кафедры зоологии беспозвоночных и паразитологии, он был назначен на должность проректора по науке Киевского ун-та. В 1945—1950 гг. возглавлял кафедру паразитологии и инвазионных болезней Киевского ветеринарного ин-та. В 1950 г. А. П. Маркевич избран чл.-корр. АН УССР. 23 января 1957 г. избран академиком АН УССР. В 1944—1958 гг. заведовал кафедрой зоологии беспозвоночных Университета им. Т. Шевченко. А также, в 1935—1970 гг. — заведующий отделом паразитологии Института зоологии, в 1946—1947 гг. — зам.директора этого института, в 1948—1950 гг. — директор Института зоологии. А. П. Маркевич в 1973—1978 гг. — заведующий сектором паразитологии Института зоологии АН УССР. В 1971—1973 гг. и в 1978 г. — заведующий отделом гидропаразитологии Института гидробиологии АН УССР. В 1970—1972 гг. — академик-секретарь отделения общей биологии АН УССР.
А. П. Маркевич скончался после тяжёлой продолжительной болезни 23 апреля 1999 г. Похоронен на Байковом кладбище г. Киева (Украина).

## Память
Научно-практическая конференция, посвященная 100-летию со дня рождения выдающегося паразитолога, создателя и главы хорошо известной в мире украинской паразитологической школы, академика НАН Украины Александра Прокофьевича Маркевича, состоялась 19—24 сентября 2005 г. в г. Севастополь на базе оздоровительного центра, расположенного в бухте Ласпи. Паразитологи Украины, члены Украинского научного общества паразитологов, объединяющего специалистов в области общей, медицинской, ветеринарной и агрономической паразитологии, собрались для того, чтобы отдать долг памяти основателю этого общества А. П. Маркевичу, который с 1945 г. и до конца жизни, был его бессменным президентом.

## Основные направления научной деятельности
Основные научные исследования посвящены зоологии беспозвоночных, проблемам общей и специальной паразитологии. Изучал паразитофауну и паразитарные болезни рыб пресных вод СССР, происхождение паразитизма и филогению животного мира. Описал много новых видов паразитических организмов.
А. П. Маркевич является основоположником широких ихтиопаразитологических исследований на Украине. Его работы в этой области играют большую роль в решении теоретических проблем ихтиопаразитологии и научном обосновании противопаразитарных мероприятий в рыбоводческих хозяйствах.
А. П. Маркевич разрабатывал ряд проблем ветеринарной паразитологии, им создано новое направления в паразитологии — паразитоценология. Значительный вклад внес А. П. Маркевич в развитие таких направлений общ. паразитологии, как происхождение и эволюция паразитизма, пути формирования паразитофауны человека и домашних животных. Разработал (1961—1975, совм. с сотрудниками) методику комплексного изучения паразитологической ситуации и борьбы с паразитозами сельскохозяйственных животных. Положил начало организации комплексных исследований паразитоценологических взаимоотношений.
Большую роль в возрождении и развитии ветеринарной паразитологии на Украине сыграло, созданное по инициативе А. П. Маркевича в 1945 г. Украинское республиканское научное общ-во паразитологов (УРНОП).
Среди спецкурсов, подготовленных и читаемых А. П. Маркевичем, особенное место занимают «Общая паразитология» и «Филогения животных», которые были неотъемлемы от его научных интересов. Академик А. П. Маркевич читал также лекции по общ. биологии, сравнительной анатомии беспозвоночных. На протяжении многих лет он входил в состав специализированного учёного совета по защите диссертаций Института паразитологии и тропической медицины АМН СССР. В 1970 г. в Институте гидробиологии АН УССР по инициативе акад. А. П. Маркевича создан первый в мире отдел гидропаразитологии.
А. П. Маркевич был членом учёных советов ряда научно-исследовательских и учебных учреждений. Среди них — Институт зоологии АН УССР, Институт гидробиологии АН УССР, биофак Киевского университета, Украинский институт рыбного хозяйства. Он руководил методологическим семинаром, а также философскими семинарами Института гидробиологии АН УССР и биологического ф-та КГУ. Академик А. П. Маркевич входил в состав биологической секции Комитета по Ленинским премиям при Совете Министров СССР. Был также членом секции биологии Республиканского комитета по Государственным премиям, а в 1972—1973 гг. возглавлял эту секцию.
В разное время А. П. Маркевич являлся ответственным редактором изданий Института зоологии АН УССР, Киевского университета, членом Главной редакционной коллегии «Української Радянської Енциклопедії» (УРЕ), соредактором отдела биологии «Большой Медицинской Энциклопедии» (БМЭ), членом редакционного совета издательства «Радянська школа». Входил в состав редакционных коллегий серии «Фауна України» и журналов «Паразитологія», «Вестник зоологии», «Гидробиологический журнал», «Вісник АН УРСР», «Тваринництво України».
С 1975 по 1990 гг. входил в состав редколлегии журнала «Медицинская паразитология и паразитарные болезни» (Москва).

## Основатель школы украинских паразитологов
Академик Александр Прокофьевич Маркевич создал школу украинских паразитологов, которая завоевала авторитет не только на Украине, но и в странах ближнего и дальнего зарубежья. Основное внимание представителей этой школы было акцентировано на изучении проблем экологической паразитологии, в частности на её центральной проблеме — биологической взаимосвязи между паразитами, их хозяевами и факторами внешней среды. Эколого-фаунистические исследования, руководимых академиком А. П. Маркевичем коллективов паразитологов Института зоологии АН УССР и Киевского государственного ун-та, дали возможность получить очень важные сведения про зональные особенности фауны паразитов, их хозяев и переносчиков на Украине.
Ученики академика А. П. Маркевича — Акимов И. А., Бошко Г. В., Вервес Ю. Г., Гуща Г. Й., Двойнос Г. М., Исков М. П., Искова Н. И., Коваль В. П., Корнюшин В. В., Кулаковская О. П., Курандина Д. П., Мазурмович Б. Н., Монченко В. И., Пащенко Л. Ф., Погорельцева Т. П., Погребняк Л. П., Сигарева Д. Д., Смогоржевская Л. А., Титар В. М., Трач В. Н., Черногоренко М. И., Шарпило В. П., Шарпило Л. Д. и др.

## Международное сотрудничество
- в 1959 г. академик А. П. Маркевич посетил Болгарию, где в Софиевском университете читал лекции по наиболее актуальным вопросам филогении беспозвоночных животных для болгарских зоологов.
- 1964 −1965 — профессор отделения зоологии факультета науки Каирского университета (АРЕ)
- 1966—1967 — эксперт по вопросам паразитологии Национального научного центра Арабской республики Египет (АРЕ)
- 1967 — избран почетным членом Польского общ-ва паразитологов
- 1969 — избран членом Академии зоологии Индии
- 1969 — избран членом Международной комиссии по протозоологии
- А. П. Маркевич входил в состав редколлегий ж-лов — «Angewandte Parasitologie» (ГДР) и «Folia parasitologica» (Чехословакия).

## Украинский учёный в Египте
Академик А. П. Маркевич дважды посетил Египет. Первый раз с 12 октября 1964 по 3 августа 1965 он занимал должность профессора Отделения зоологии Каирского университета. Второе посещение Египта (АРЕ) — с 23 декабря 1966 по 16 июня 1967 — по приглашению Высшего Научного совета АРЕ, А. П. Маркевич — эксперт по вопросам паразитологии в Отделе животноводства Национального научного центра.

## Участие в съездах и конференциях
- 1940 — организатор и участник I Всесоюзной экологической конференции
- 1947—1975 — организатор и участник I—VIII научных конференций паразитологов УССР
- 1949 — участник V Совещания по паразитологическим проблемам в Ленинграде
- 1951 — организатор и участник II Всесоюзной экологической конференции
- 1954 — организатор и участник III Всесоюзной экологической конференции
- 1958 — член делегации СССР на XV Международном зоологическом конгрессе в Лондоне (Великобритания)
- 1960 — организатор и участник I Международной конференции по проблемам «Флора и фауна Карпат»
- 1961 — участник VII Съезда Польского паразитологического общества в Ольштыне (Польша)
- 1963 — член делегации СССР на XVI Международном зоологическом конгрессе в Вашингтоне (США)
- 1964 — участник I Международного конгресса паразитологов в Риме (Италия)
- 1965 — участник VI Ветеринарного съезда в Каире (АРЕ)
- 1968 — участник XIII Международного энтомологического конгресса в Москве
- 1969 — участник III Международного конгресса протозоологов в Ленинграде
- 1970 — глава делегации советских ученых на II Международном конгрессе паразитологов в Вашингтоне (США)
- 1971 — участник XVIII Международного лимнологического конгресса в Ленинграде
- 1972 — участник VII научного съезда паразитологов УССР
- 1972 — опубликованы тезисы доклада на XIV Международном конгрессе энтомологов в Канберре (Австралия)
- 1973 — участник IV Международного конгресса протозоологов в Клермон-Ферране (Франция)
- 1974 — опубликованы тезисы доклада на III Международном конгрессе паразитологов в Мюнхене (ФРГ)
- 1978 — участник I Всесоюзного съезда паразитоценологов в Полтаве
- 1980 — участник IX научной конференции УРНОП во Львове (в рамках конференции 17 сентября 1980 г. было проведено юбилейное заседание, посвященное чествованию академика А. П. Маркевича, в связи с его 75-летием и 55-летием научно-педагогической и общественной деятельности)
- 1991 — участник III Всесоюзного съезда паразитоценологов в Киеве

## Награды
- Медаль «За доблестный труд в Великой Отечественной войне 1941-1945 гг.» — 1945
- Орден «Трудового Красного Знамени» — 1954
- Присуждена первая премия Президии АН УССР за монографию «Паразитические веслоногии рыб СССР» — 1957
- Золотая медаль VŠZ (Vysokă škola zemĕd) — 1967 (г.Брно, Чехословакия)
- Орден «Знак Почёта» — 1968
- Орден Октябрьской Революции — 1975
- Орден Дружбы народов

## Описаны Маркевичем новые виды
Ergasilus briani Markevich, 1932
Paraergasilus rylovi Markevich, 1937
Ergasilus auritus Markewitsch, 1940
Ergasilus anchoratus Markewitsch, 1946
— Ancyrocephalus bychowskii Markevich,

## Названы в честь Маркевича
О большом авторитете, которым пользовался А. П. Маркевич среди своих коллег, учеников и последователей, свидетельствует тот факт, что в его честь названо много видов и родов животных.
- Preudorhadinorhynchus markewitschi Achmerov et Dombrovskaja-Achmerova, 1941
- Asymphylodora markewitschi Kulakowskaja, 1947
- Allocreadium markewitschi Kowal, 1949
- Trypanosoma markewitschi Lubinsky et Salewskaja, 1950
- Gyrodactylus markewitschi Kulakowskaja, 1952
- Diorchis markewitschi Patschenko, 1952
- Cryptobia markewitschi Schapoval, 1953
- Myxobolus markewitschi Palij, 1953
- Phyllodistomum markewitschi Pigulevsky, 1953
- Helicometra markewitschi Pogorelzeva, 1954
- Dactylogyrus markewitschi Gussev, 1955
- Entamoeba markewitschi Chebotarev, 1956
- Markewitschiellinae Skrjabin et Koval, 1957
- Markevitschiella Skrjabin et Koval, 1957
- Laelaspis markewitschi Pirianyk, 1958
- Stephanoproraoides markewitschi  Sharpilo L. et V., 1959
- Pseudoxiphydria markewitschi Jermolenko, 1960
- Charopinus markewitschi Gussev, 1961
- Sphaerospora markewitschi Donec, 1962
- Markewitschia Yamaguti, 1963
- Diplozoon markewitschi Bychowsky, Gintovt et Koval, 1964
- Pseudoanthocotyle markewitschi Nikolaeva et Pogorelzeva, 1965
- Markewitschia Kulakowskaja et Achmerov, 1965
- Chloromyxum markewitschi Butabayeva et Allamuratov, 1965
- Henneguya markewitschi Allamuratov, 1965;
- Lepronyssoides markewitschi Vshivkov, 1965;
- Vitta alexandri Kornyushin, 1966
- Lamproglena markewitschi Sukhenko et Allamuratov, 1966
- Markewitschiana Allamuratov et Koval, 1967
- Markewitschella Spassky et Spasskaja, 1972
- Markewitschitaenia  Sharpilo et Kornjuschin, 1975
- Aeolosoma markewitschi Boshko et Pashkevichute, 1975
- Heteronychia markewitschi Verves, 1975
- Markevitschielinus Tytar, 1975
- Paraergasilus markevichi Titar et Chernogorenko, 1982
- Lopastoma markevichi Kurochkin et Korotaeva, in Polyanskij, 1982
- Ceratomyxa markewitchi Iskov et Karataev, 1984

## Труды
- Markevich, A. P., 1931, «Parasitische Copepoden und Branchiuren des Aralsees, nebst systematische Bemerkungen über die Gattung Ergasilus Nordmann» // Zoologischer Anzeiger Volume: 96(5-6): 121—143, figs. 1-8. (1-x-1931);
- Markevich, A.P., 1933, «Tracheliastes soldatovi nov. sp., a new copepod parasitic on sturgeons of the Amur River» // Bulletin of the Fan Memorial Institute of Biology, Zoology, Volume: 4(5):241-258, figs. 1-7, pl. 1. (English and Chinese);
- Markevich, A. P., 1934, Les maladies parasitaires des poissons de la Province de Leningrad, All-Union Cooperative United Publishing House, Leningrad and Moscow Volume: : 3-100;
- Markewitsch, A. P., 1934, «Die Schmarotzerkrebse der Fische der Ukraine» // Annales Musei Zoologici Polonici, 10, 223—249;
- Markevich, A. P., 1934, «Descrizione di due specie nuove di Ergasilus provenienti della Russia (U.R.S.S.). Copepodi parassiti» // Memorie della Società Entomologica Italiana Volume: 12:129-141, figs. 1-18;
- Markevich, A. P., 1936, «Il genere Basanistes Nordmann, 1832 (Copepodi parassiti)» // Atti della Società Italiana della Scienze Naturali, Volume: 75:227-242, figs. 1-8;
- Маркевич О. П. — «Copepoda parasitica прісних вод СРСР», К., Вид-во АН УРСР, 1937, 222 с.;
- Маркевич О. П. — «Хвороби прісноводних риб», К.-Львів, Вид-во АН УРСР, 1940, 167 с.;
- Маркевич О. П. — «Наука і наукові працівники в Київському університеті за 112 років його існування (1834—1946)» // Наук. зап. Київського університету, 1946, Т. 5, Вип. 1, с. 9-64;
- Маркевич А. П. — «Гельминтофауна рыб Днепра в районе Канева» // Наукові записки Київського Гос.університету, 1949, Т. VIII, с. 8-12;
- Маркевич О. П. — «Основи паразитології», К., 1950;
- Маркевич А. П. — «Паразитофауна пресноводных рыб УССР», К.: АН УССР, 1951;
- Markevich, A. P. 1951. Parasitic fauna of freshwater fish of the Ukrainian S.S.R. Akademiya Nauk Ukrainskoi SSR, Institut Zoologii, Kiev, 375 pp. Translated from Russian by N. Rafael, Israel Program for Scientific Translations. Office of Technical Series, U.S. Department of Commerce, Washington, D.C. 388 pp.;
- Маркевич О. П., Короткий И. I. — «Визначник прісноводних риб УРСР», К., 1954;
- Маркевич А. П. — «Паразитические веслоногие рыб СССР», К., 1956;
- Маркевич А. П. — «Развитие животного мира», ч. 1, К., 1957;
- Markevich, A. P., 1959, «Parasitic copepods of fishes in the U.S.S.R. and the peculiarities of their distribution», In: Proceedings of the XV. International Congress of Zoology (London), Volume: : 669—671;
- Маркевич О. П. — «Філогенія тваринного світу». К., 1964;
- Markevich, A. P., 1963, Parasitic fauna of freshwater fish of the Ukrainian SSR. Israel Program Scient. Trans. Jerusalem Volume: :1-388, figs. 1-257. (Translation of: Markevich (= Markewitsch), A. P., 1956);
- Markevich, A. P., 1976, Parasitic copepodes on the fishes of the USSR, Indian National Scientific Documentation Centre, New Delhi; for the Smithsonian Institution and the National Science Foundation, Washington, DC (English translation) Volume: 445 pp.;
- Osipenko T. I., Markevich A. P., 1978 (1980), Parasitic species of insects controlling garden leaf-rollers and Aporia crataegi in the Dnepropetrovsk region. First All-Union Conference of Parasitocoenologists, Poltava, September 1978;
- Маркевич О. П., Татарко К. І. — «Російсько-український-латинський словник зоологічної термінології і номенклатури», — К.: Наукова думка, 1983. 411 с.